# Córdoba CF
A Córdoba CF, teljes nevén Córdoba Club de Fútbol egy spanyol labdarúgócsapat, melynek székhelye Córdobában van. A klubot 1954-ben alapították, jelenleg a harmadosztályban szerepelnek. Stadionjuk az Estadio Nuevo Arcángel, amely 15 425 néző befogadására alkalmas. A 2009–2010-es szezonban a 10. helyen végeztek.

## Szezonok
| Szezon  | Osztály | Helyezés | Copa del Rey |
| ------- | ------- | -------- | ------------ |
| 1954/55 | 3ª      | 4.       |              |
| 1955/56 | 3ª      | 1.       |              |
| 1956/57 | 2ª      | 4.       |              |
| 1957/58 | 2ª      | 11.      |              |
| 1958/59 | 2ª      | 8.       |              |
| 1959/60 | 2ª      | 2.       |              |
| 1960/61 | 2ª      | 9.       |              |
| 1961/62 | 2ª      | 1.       |              |
| 1962/63 | 1ª      | 12.      |              |
| 1963/64 | 1ª      | 11.      |              |
| 1964/65 | 1ª      | 5.       |              |
| 1965/66 | 1ª      | 11.      |              |
| 1966/67 | 1ª      | 12.      |              |
| 1967/68 | 1ª      | 13.      |              |
| 1968/69 | 1ª      | 16.      |              |
| 1969/70 | 2ª      | 5.       |              |
| 1970/71 | 2ª      | 4.       |              |
| 1971/72 | 1ª      | 17.      |              |
| 1972/73 | 2ª      | 13.      |              |

| Szezon  | Osztály | Helyezés | Copa del Rey |
| ------- | ------- | -------- | ------------ |
| 1973/74 | 2ª      | 13.      |              |
| 1974/75 | 2ª      | 4.       |              |
| 1975/76 | 2ª      | 8.       |              |
| 1976/77 | 2ª      | 15.      |              |
| 1977/78 | 2ª      | 18.      |              |
| 1978/79 | 2ªB     | 17.      |              |
| 1979/80 | 2ªB     | 7.       |              |
| 1980/81 | 2ªB     | 2.       |              |
| 1981/82 | 2ª      | 13.      |              |
| 1982/83 | 2ª      | 20.      |              |
| 1983/84 | 2ªB     | 19.      |              |
| 1984/85 | 3ª      | 2.       |              |
| 1985/86 | 2ªB     | 3.       |              |
| 1986/87 | 2ªB     | 9.       |              |
| 1987/88 | 2ªB     | 5.       |              |
| 1988/89 | 2ªB     | 13.      |              |
| 1989/90 | 2ªB     | 12.      |              |
| 1990/91 | 2ªB     | 3.       |              |
| 1991/92 | 2ªB     | 11.      |              |

| Szezon  | Osztály | Helyezés | Copa del Rey |
| ------- | ------- | -------- | ------------ |
| 1992/93 | 2ªB     | 9.       |              |
| 1993/94 | 2ªB     | 7.       |              |
| 1994/95 | 2ªB     | 1.       |              |
| 1995/96 | 2ªB     | 4.       |              |
| 1996/97 | 2ªB     | 1.       |              |
| 1997/98 | 2ªB     | 6.       |              |
| 1998/99 | 2ªB     | 3.       |              |
| 1999/00 | 2ª      | 12.      |              |
| 2000/01 | 2ª      | 12.      |              |
| 2001/02 | 2ª      | 13.      |              |
| 2002/03 | 2ª      | 15.      |              |
| 2003/04 | 2ª      | 16.      |              |
| 2004/05 | 2ª      | 19.      |              |
| 2005/06 | 2ªB     | 6.       |              |
| 2006/07 | 2ªB     | 4.       |              |
| 2007/08 | 2ª      | 18.      |              |
| 2008/09 | 2ª      | 13.      |              |
| 2009/10 | 2ª      | 10.      |              |
| 2010/11 | 2ª      |          |              |

## Jelenlegi keret
2010. február 24. szerint.
| #  |     | Poszt | Név                                         |
| -- | --- | ----- | ------------------------------------------- |
| 1  | ESP | K     | Raúl Navas                                  |
| 3  | CMR | V     | Lauren                                      |
| 4  | ESP | V     | Gaspar                                      |
| 5  | ESP | V     | Javier Herreros                             |
| 6  | ESP | KP    | Jesús Rueda (Kölcsönben a Valladolid B-től) |
| 7  | ESP | KP    | David Arteaga                               |
| 8  | ESP | KP    | José Vega                                   |
| 9  | ARG | CS    | Gustavo Savoia                              |
| 10 | ESP | KP    | Pepe Díaz                                   |
| 11 | ESP | CS    | Asen                                        |
| 12 | ESP | V     | Gerardo                                     |
| 13 | ESP | K     | Alberto García                              |
| 14 | ESP | V     | Richi                                       |

| #  |         | Poszt | Név                                       |
| -- | ------- | ----- | ----------------------------------------- |
| 15 | ESP     | KP    | Santiago Carpintero                       |
| 16 | ESP     | CS    | Juanjo (Kölcsönben a Racing Santandertől) |
| 17 | HUN     | CS    | Simon András (Kölcsönben a Liverpool)     |
| 18 | ESP     | KP    | Jorge Luque                               |
| 19 | ESP     | V     | Juan Ceballos                             |
| 21 | ESP     | KP    | Javi Flores                               |
| 22 | ESP     | KP    | José Cabrera                              |
| 23 | ESP     | KP    | Mikel Dañobeitia                          |
| 24 | ESP     | V     | Agus                                      |
| 25 | Uruguay | KP    | Diego Scotti                              |
| 26 | ESP     | K     | Jesús Coca                                |
| 27 | ESP     | KP    | Pascual                                   |
| 28 | ESP     | V     | Juan Rafael Fuentes                       |

## Ismertebb játékosok
| - Cristian Álvarez - Mariano Armentano - Fernando Cáceres - "El Gato" Fernández - Mariano Fernandez - Silvio González - Ariel Montenegro - Daniel Onega - Sebastián Romero - Diego Saja - Javier Villarreal - Jorge Dominichi - Alfonso Troisi - Junior - Cléber - Augusto Wheliton - Fabão - Anderson Costa | - Fernando Marchiori - Bleriot Heuyot - Mate Bilic - Kai Nyyssönen - Janne Hietanen - Emmanuel Dorado - Bukrán Gábor - Alessandro Pierini - Adil Ramzi - Abass Lawal - Dante López - César Cabrera - Vicente Jara - Manuel Bogado - Jerónimo Villalba - Caseiro - Hugo Filipe - Dennis Serban | - Oleg Szalenko - Miguel Reina - Manuel Sanchís Martínez - Vicente del Bosque - José María Violeta - Rafael Berges - Paco Jémez - Jesús Galván - Fredrik Söderström - Christer George - Andres Fleurquin - Nicolás Olivera - Avelino Viña - Ruberth Morán - Jonay Hernández - Leopoldo Jimenez - Vujadin Lalovic |

## Ismertebb edzők
- Kubala László (1968-69)
- Zdravko Rajkov (1981-82)
- Mariano García Remón (2001-02)

## Külső hivatkozások
- Hivatalos weboldal (spanyolul)